# Ai no Kusabi
Ai no Kusabi (яп. 間の楔 ай но кусаби, «Клин любви») — роман (лайт-новел) Риэко Ёсихары, который выходил в журнале Shousetsu June с декабря 1986 по октябрь 1987 года. Переведен на английский язык под названием «Ai no Kusabi: The Space Between».
По мотивам романа на студии AIC было снято аниме в жанре яой, «magnum opus» этого жанра.
В 1996 году Ёсихара написала роман-приквел «Ai no Kusabi: Midnight Illusion» («Полночная иллюзия»), повествующий о детстве Рики.

## Сюжет
Трагическая история любви двух молодых людей, разворачивающаяся в футуристическом мире. Место действия — город Танагура, планета Амой, которой управляет компьютер с искусственным интеллектом «Юпитер». Строгая дифференциация общества определяет канву сюжета: государственные должности занимает элита, генетически модифицированные люди; второе сословие — граждане, их поле действия — инфраструктура, промышленность и правопорядок. И, наконец, полукровки (или монгрелы), низшее сословие; они не имеют гражданских прав.
Ясон Минк, глава Синдиката — высшего управляющего органа планеты Амои, представитель самого привилегированного сословия (блонди), по непонятным причинам спасает от смерти монгрела по имени Рики. Последний, не желая оставаться в долгу, предлагает расплатиться натурой. Склонный к эпатажу Ясон не только соглашается, но и делает Рики своим рабом («петом», от англ. pet — домашнее животное). Консервативное общество Танагуры, в котором не принято заводить себе рабов из низшего сословия, реагирует на действия Ясона отрицательно. Ясон Минк уверен, что держит ситуацию под контролем. Но к тому времени, когда он осознает, что ошибся, становится слишком поздно: между рабом и господином вспыхивает любовь, в игру вступает Гай — бывший любовник и друг по банде Рики. Ясону и Рики предстоит сделать тяжёлый выбор, нарушить табу на чувства, помня о том, что мир стремится избавиться от дефективных — а значит, способных на любовь, — героев.

## Основные персонажи
Юпитер — Лямбда 3000 Юпитер, разумный суперкомпьютер, управляет планетой Амой, изначально являвшейся частью проекта по созданию идеального общества. Способность к самосовершенствованию и развитию, а также информация об окружающем мире, человеческой природе и истории привели к тому, что однажды компьютер осознал себя и захватил власть над планетой. Юпитер искусственно создаёт расу блонди: существо на основе секс-дроида с коэффициентом интеллекта (IQ) 300.
Ясон Минк — представитель элиты, то есть блонди. Занимает должность главы Синдиката, де факто — первое лицо государства после Юпитер. В его обязанности входит оптимизация и управление государственного аппарата, а также контроль теневой экономики и чёрного рынка планеты.
Сэйю: Канэто Сиодзава
Рауль Ам — блонди, близкий друг Ясона. Биотехнолог, глава Службы генетического контроля Синдиката.
Сэйю: Сё Хаями
Рики Дарк — полукровка из Кереса, района, в котором живут монгрелы. Лидер банды «Бизоны».
Сэйю: Тосихико Сэки
Гай — монгрел, бывший любовник Рики и член банды «Бизоны».
Катце — бывший фурнитур (раб, от англ. furniture — мебель) Ясона Минка, монгрел. Благодаря своему уму и организаторским способностям стал главой чёрного рынка.
Сэйю: Хидэюки Танака

## Мир Ai no Kusabi
Планета Амой, единственным городом которой является Танагура, является двенадцатой планетой звёздной системы Глан. С юга к Танагуре примыкает город-спутник Мидас, место расположения многочисленных увеселительных заведений, например, казино и борделей. Когда-то на Амой высадилась группа учёных и начала эксперимент по созданию идеального общества. В ходе эксперимента главный компьютер Лямбда 3000 Юпитер обрела сознание и захватила контроль над планетой. В результате её действий планета обрела независимость. В Танагуре находятся все госучреждения; основные статьи дохода Амой — высокие технологии: генетика и биохимия. Также экономику планеты серьёзно поддерживает индустрия развлечений, в частности секс-туризм. Юпитер устанавливает законы, которые диктует ей логика, и спустя некоторое время обретает такое политическое влияние, с каким не может не считаться Федерация (политическо-экономическое объединение планетарных систем, окружающих систему Глан).
За двести лет до описываемых в аниме событий на планете вспыхивает восстание. Часть граждан при поддержке Федерации требует свободы от контроля Юпитер — и получает её. Бунтовщики выселяются в своеобразную резервацию, Керес, девятый округ Мидаса. Жители Кереса не имеют гражданских прав, а значит — не могут работать или получать медицинскую помощь. Также они не имеют права покидать пределы округа. Как правило, жители Кереса создают банды и занимаются грабежом. После восстания Юпитер создаёт элиту, генетически модифицированных людей, обладающих высоким интеллектом. Внутри класса «элита» существует дифференциация по цвету волос (ноораму). Высшие из высших, блонди (блондины) единственные имеют право общаться с Юпитер и занимают главные должности в правительстве. Они красивы, логичны и стерильны.
Мир Ai no Kusabi антиутопичен. В обществе, созданном по образу и подобию рациональной машины, существует запрет на чувства; превыше всего ставится функциональность. Основной конфликт романа и аниме заключается в нарушении этого табу; гомосексуальные отношения, вопреки ожиданиям, не являются ядром проблемы.

## Аниме
Аниме Ai no Kusabi состоит из двух серий и сделано в формате OVA. Фильм снят по заказу журнала June и распространялся только по подписке.
В связи с длительным перерывом между двумя частями, над экранизацией работали разные команды:
|           | 1 OVA                                                   | 2 OVA           |
| --------- | ------------------------------------------------------- | --------------- |
| режиссёр  | Акира Нисимори                                          | Кацухито Акияма |
| сценарист | Риэко Ёсихара                                           | Наоко Хасэгава  |
| музыка    | Юити Кобаяси, Тосиро Ябуки, Цутому Охира, Акимицу Хонна | Тосиро Ябуки    |

### Саундтрек и радиопостановки
Список треков:
1. «Original Soudtrack»
2. «Sense of Crisis»
3. «Sympathy»
4. «Ambivalense»

Кроме того, вышли «Sound Selection of Ai no Kusabi», «Limited Edtion Box» и «Music Best Iason Mink», куда вошли композиции из предыдущих альбомов.
До создания фильма существовала драма «Ai no Kusabi», после выхода двухсерийной OVA появилась и вторая под названием «Ai no Kusabi: Dark Erogenous».

### Ремейк (2010)

Рекламный постер к аниме.

Вторая OVA-адаптация в виде тринадцатисерийного аниме планировалась к выпуску в Японии осенью 2010 года. Из-за финансовых проблем производство было остановлено, однако возобновилось в 2012 году.
График выхода 4-х первых серий:
- 18 января 2012 года — Ai no Kusabi ~PETERE Kanjuu~
- 15 февраля 2012 года — Ai no Kusabi ~PARDO Setsuyoku~
- 21 марта 2012 года — Ai no Kusabi ~CONGRESSUS Kaikou~
- 18 апреля 2012 года — Ai no Kusabi ~RETINO Inbaku~

Акияма вновь стал режиссёром, а Онда — дизайнером персонажей. Сценарий написан самой Ёсихарой.
Blu-ray релиз OVA включает новую короткую историю от Ёсихары.